# Paris Volley 2014-2015
Questa voce raccoglie le informazioni riguardanti il Paris Volley nelle competizioni ufficiali della stagione 2014-2015.

## Organigramma societario
Area direttiva
- Presidente: Alain Bertato
- Comitato direttivo: Pascal Pette, Ivan Dumas, Thierry Barrière, Sylvie Pondruel, Martine Alotto, Françoise Ménart, Antoine Girardon, Mathilde Mouton, Michel Rougeyron, Michel Semper

Area tecnica
- Allenatore: Dorian Rougeyron
- Allenatore in seconda: Julien Daniel
- Scout man: Anisse Guechou

Area sanitaria
- Medico: Philippe Dupont
- Preparatore atletico: Christian Kapfer
- Kinesiterapia: Erwan Tanguy

## Rosa
| N° | Nome                    | Ruolo | Data di nascita  | Nazionalità sportiva |
| -- | ----------------------- | ----- | ---------------- | -------------------- |
| 1  | Guillermo Hernán        | P     | 25 luglio 1982   | Spagna               |
| 2  | Gabriel Lechalier       | S     | 8 agosto 1993    | Francia              |
| 3  | Nikola Kovačević        | S     | 14 febbraio 1983 | Serbia               |
| 4  | Marko Bojić             | S     | 13 novembre 1988 | Montenegro           |
| 5  | Sébastien Frangolacci   | S     | 31 marzo 1976    | Francia              |
| 6  | Antoine Brizard         | P     | 11 maggio 1994   | Francia              |
| 7  | Nikola Ǵorǵiev          | S/O   | 23 luglio 1988   | Macedonia del Nord   |
| 8  | Jorge Fernández         | C     | 4 maggio 1989    | Spagna               |
| 9  | David Chaudet           | S     | 1º agosto 1993   | Francia              |
| 13 | Markus Steuerwald       | L     | 7 marzo 1989     | Germania             |
| 14 | Jordan Marie-Antoinette | S     | 24 dicembre 1993 | Francia              |
| 15 | Kevin Kaba              | C     | 8 giugno 1994    | Francia              |
| 16 | Dmitrii Bahov           | S/O   | 23 ottobre 1990  | Moldavia             |
| 17 | Lucas Nedelec           | S     | 25 marzo 1992    | Francia              |
| 18 | Ardo Kreek              | C     | 7 agosto 1986    | Estonia              |
| 19 | Jules Blandin           | L     | 20 dicembre 1994 | Francia              |

## Mercato
| Acquisti | Acquisti              | Acquisti             | Acquisti   |
| R.       | Nome                  | da                   | Modalità   |
| -------- | --------------------- | -------------------- | ---------- |
| S/O      | Dmitrii Bahov         | Tomis Costanza       | definitivo |
| L        | Jules Blandin         | ?                    | definitivo |
| S        | Marko Bojić           | Budvanska rivijera   | definitivo |
| S        | David Chaudet         | Plessis-Robinson     | definitivo |
| C        | Jorge Fernández       | Nantes               | definitivo |
| S        | Sébastien Frangolacci | Rennes               | definitivo |
| S/O      | Nikola Ǵorǵiev        | Maliye Milli Piyango | definitivo |
| S        | Nikola Kovačević      | Shanghai             | definitivo |
| S        | Gabriel Lechalier     | Asnières             | definitivo |

| Cessioni | Cessioni            | Cessioni          | Cessioni   |
| R.       | Nome                | a                 | Modalità   |
| -------- | ------------------- | ----------------- | ---------- |
| S        | William Bersani     | Nice              | definitivo |
| S/O      | Rémy Fidon          | Fréjus            | definitivo |
| S        | Marko Ivović        | Asseco Resovia    | definitivo |
| S/O      | Goran Marić         | Città di Castello | definitivo |
| S/O      | Mory Sidibé         | Sichuan           | definitivo |
| S        | Jeroen Trommel      | Cuprum Lubin      | definitivo |
| C        | Philippe Tuitoga    | Spacer's Toulouse | definitivo |
| C        | Dennis Van der Veen | Lycurgus          | definitivo |
| S        | Marc Vautier        | Conflans          | definitivo |

## Risultati

### Supercoppa francese

#### Fase a eliminazione diretta
| Finale - 14 ottobre 2014 Salle Charléty, Parigi | Tours | 3 - 2 | Paris | 26-24, 22-25, 25-19, 23-25, 15-13 |